# Instytut Stosunków Międzynarodowych (Praga)
Instytut Stosunków Międzynarodowych (cz. Ústav mezinárodních vztahů, ang. Institute of International Relations Prague, IIR) – jednostka publiczna prowadząca badania w zakresie stosunków międzynarodowych z siedzibą w Pradze. Założycielem IIR jest Ministerstwo Spraw Zagranicznych Czech. Ono także w głównej mierze odpowiada za jego finansowanie. 

## Historia
Pierwsze plany założenia niezależnego, działającego pod auspicjami MSZ, ośrodka pochodziły jeszcze sprzed przewrotu komunistycznego 1948. W 1957 powstał Instytut ds. Polityki Międzynarodowej i Ekonomii (cz. Ústav pro mezinárodní politiku a ekonomii, ÚMPE). Początkowo mieścił się w dzielnicy Bubeneč, następnie został przeniesiony do Pałacu Lobkowicza, gdzie mieścił się do 1970.
Podczas Praskiej Wiosny część pracowników Instytutu zaangażowała się w proces reform. W efekcie podczas tzw. normalizacji w 1970 ÚMPE przekształcono w Instytut Stosunków Międzynarodowych, a część nieprawomyślnych pracowników bądź wyrzucono, bądź sami wyjechali za granicę. Instytut przeniesiono do budynku U Białego Konika (U Bílého koníčka) na ulicy Nerudovej na Małej Stranie, gdzie mieści się do dzisiaj. Mimo nacisków politycznych Instytut starał się prowadzić możliwie niezależne badania, pozostając w kontakcie z zagranicznymi ośrodkami. Jego biblioteka posiadała najbogatszy i najaktualniejszy w Czechosłowacji zbiór publikacji w zakresie stosunków międzynarodowych. Była jednak dostępna jedynie dla zawodowych badaczy posiadających specjalną przepustkę.
Po 1989, w wyniku przemian aksamitnej rewolucji, doszło do istotnych zmian personalnych w Instytucie, jego dezideologizacji i depolityzacji. Istotna była w tym rola prof. Otta Picka, dyrektora w latach 1994–1998. Od 1997 do 2007 pod auspicjami IIR funkcjonowała Akademia Dyplomatyczna. Od 2007 Instytut działa w oparciu Ustawę z 2005 o publicznych instytucjach badawczych.

## Struktura
Instytut posiada trzy organy: dyrektora, zarząd i radę nadzorczą. Na podstawie statutu funkcjonują także komisja ds. pracowniczych, komisja etyczna i rada redakcyjna. Dyrektorem Instytutu od 2023 jest Mats Braun, zaś jego zastępcami Jakub Eberle (ds. badań) i Jiří Mach (ds. organizacyjnych). Dyrektor odpowiada za wszystkie kwestie niezastrzeżone dla pozostałych organów lub założyciela IIR, tj. MSZ Czech. Powołuje go minister spraw zagranicznych na wniosek rady IIR.
Do kompetencji rady Instytutu należy m.in.: przedstawianie kandydata na dyrektora, przyjmowanie budżetu, przepisów wewnętrznych, raportów rocznych, wyznaczania kierunków badawczych.

## Działalność
Działalność IIR skupia się przede wszystkim na prowadzeniu badań i pracy naukowej oraz ich popularyzacji. Realizuje dwa rodzaje badań: teoretyczno-metodologiczne oraz praktyczne, mogące być stosowane przez czeski MSZ i inne instytucje odpowiedzialne za prowadzenie polityki zagranicznej.
W skład działu badań wchodzą: Centrum Bezpieczeństwa Europejskiego, Centrum Integracji Europejskiej, Centrum Polityki Energetycznej, Centrum Globalnej Ekonomii Politycznej, Centrum Prawa Międzynarodowego, Centrum Stosunków UE-Azja.
Instytut prowadzi także działalność wydawniczą. Publikuje monografie, wydawnictwa dotyczące polityki zagranicznej Czech, dwa recenzowane periodyki: Mezinárodní vztahy i New Perspectives oraz czasopismo popularyzatorskie Mezinárodní politika.
Czasopismo Mezinárodní vztahy (Stosunki Międzynarodowe) założono w 1966 jako kwartalnik. Stracił istotnie na znaczeniu w czasach normalizacji. Obecnie na jego łamach mogą publikować czescy i zagraniczni naukowcy. New Perspectives (Nowe Perspektywy) założono w 1993 pod nazwą Perspectives, pod którą funkcjonował do 2015. Jego celem jest przedstawianie po angielsku tekstów na temat Europy Środkowej autorstwa badaczy z regionu. Mezinárodní politika (Polityka Międzynarodowa) powstała w 1956, zyskując w latach 60. znaczną renomę. Czasopismo zostało zamknięte w grudniu 1969. Wznowiono je w 1990. Obecnie ukazuje się on-line.
W Instytucie funkcjonuje także biblioteka. W jej zasobach na koniec 2016 znajdowało się 84 600 książek i 419 czasopism.